# Dagmara Jack
Dagmara Jack (ur. 29 lutego 1984 w Katowicach) – współczesna polska kompozytorka muzyki poważnej, mieszkająca w Berlinie.

## Życiorys
Naukę gry na fortepianie rozpoczęła w czwartym roku życia. W wieku 13 lat otrzymała I nagrodę na Ogólnopolskim Konkursie Kompozytorskim „Patri Patriae” w Katowicach na utwór dedykowany Janowi Pawłowi II za Post tenebras lux na dwa klarnety, fortepian, dwoje skrzypiec, altówkę, dwie wiolonczele i kontrabas (1998). W tym samym czasie podjęła naukę kompozycji u Aleksandra Lasonia.
W 2001 r., w wieku 17 lat, rozpoczęła studia w Musik-Akademie der Stadt Basel w klasie kompozycji Rolanda Mosera oraz debiutowała na festiwalu Warszawska Jesień utworem Luminescence na obój, skrzypce, altówkę i perkusję.
Dagmara Jack doskonaliła swoje umiejętności na kursach muzycznych, takich jak: Kurs dla Młodych Kompozytorów w Jeleniej Górze pod kierunkiem Stanisława Moryty, Kurs Muzyki Elektroakustycznej „Acanthes” zorganizowany przez instytut IRCAM (Paryż) w Krakowie, Letnia Akademia Muzyki w Krakowie pod kierunkiem Marka Stachowskiego, Kurs „Ictus Seminar” z zespołem Ictus w Brukseli, Międzynarodowe Kursy Muzyczne w Łańcucie. Pobierała lekcje m.in. u Wilfrieda Krätzschmara, Jonathana Harveya, Tristana Muraila i Thomasa Kesslera.
Dagmara Jack w 2006 r. była najmłodszym członkiem Związku Kompozytorów Polskich. Jej utwory były wykonywane na festiwalach muzyki współczesnej takich jak: „Warszawska Jesień”, Forum Muzyki Współczesnej, Śląskie Dni Muzyki Współczesnej oraz emitowane w radiu, np. Radio Katowice, Radio Vltava, Co-op Radio w Vancouver (Kanada), Radio Deutschland. Dagmara Jack jest stypendystką Fundacji Lyra (Zurych), Thyll–Dürr (Zurych) oraz Vera & Oscar Ritter Stiftung (Hamburg).

## Nagrody
- 1998 – I nagroda na Ogólnopolskim Konkursie Kompozytorskim „Patri Patriae” na utwór dedykowany papieżowi Janowi Pawłowi II za Post tenebras lux na dwa klarnety, fortepian, dwoje skrzypiec, altówkę dwie wiolonczele i kontrabas
- 2000 – Grand Prix na Ogólnopolskim Konkursie Kompozytorskim „Crescendo” w Tarnowie za Wind-Oak-Quintet na kwintet dęty
- 2001 – I nagroda oraz nagroda specjalna dla młodego kompozytora na Międzynarodowym Konkursie Muzyki Elektroakustycznej „Musica Nova” w Pradze za Raasz II na taśmę i sopran.

## Ważniejsze kompozycje
- Post tenebras lux na dwa klarnety, fortepian, dwoje skrzypiec, altówkę, dwie wiolonczele i kontrabas (1998)
- Exorcisms na bas i orkiestrę (1999)
- Wind-Oak-Quintet na kwintet dęty (2000)
- Raasz II na taśmę i sopran (2001)
- Luminescence na obój, skrzypce, altówkę i perkusję (2001)
- Satyamangalam na taśmę (2001)
- Trwałość pamięci, tryptyk na kontrabas solo (2001)
- Siis na flet piccolo, flet, czelestę i czworo skrzypiec (2002)
- Via lasciva na 2 soprany, mezzosopran, obój, 2 wiolonczele i delay (2003)
- Nyd na waltornię i live electronics (2003)
- Les Trajectoires na wielką orkiestrę symfoniczną (2003)
- Fragile na fortepian (2003)
- Sinus iridum na zespół kameralny (2003)
- Mare imbrium na zespół kameralny (2003)
- L’ombre, l’image et le silence na aktora, video, zespół kameralny i live electronics (2004)
- Fragile II na fortepian i taśmę. (2005)
- I Kwartet smyczkowy (2006)